# Даніел Мело
Даніел Мело (порт. Daniel Melo; нар. 4 липня 1977) — колишній бразильський тенісист.
Найвищу одиночну позицію світового рейтингу — 151 місце досяг 19 листопада 2001, парну — 79 місце — 4 березня 2002 року.
Здобув 1 парний титул.
Найвищим досягненням на турнірах Великого шолома було 2 коло в парному розряді.
Завершив кар'єру 2006 року.

## Титули за кар'єру

### Парний розряд (1)
| Легенда                |
| Великий шлем (0)       |
| Tennis Masters Cup (0) |
| Серія Мастерс ATP (0)  |
| Тур ATP (1)            |

| Титули за покриттям |
| Тверде (0)          |
| Трава (0)           |
| Ґрунт (1)           |
| Килим (0)           |

| Ранг | Дата            | Турнір                    | Покриття | Партнер     | Суперники                  | Рахунок            |
| ---- | --------------- | ------------------------- | -------- | ----------- | -------------------------- | ------------------ |
| 1.   | 10 вересня 2001 | Коста-ду-Сауїпе, Бразилія | Тверде   | Енцо Артоні | Гастон Етліс Брент Гейгарт | 6–3, 1–6, 7–6(7–5) |